# 下清戸
下清戸（しもきよと）は、東京都清瀬市の地名。
現行行政地名は下清戸一丁目から下清戸五丁目。郵便番号は204-0011。

## 地理
清瀬市の北東部に位置する。
東から時計回りに、新座市西堀、清瀬市中清戸、清瀬市中里、清瀬市旭が丘、新座市あたご、に隣接する。

## 交通

### 鉄道
| 隣接地域で利用可能な駅     | バス移動で利用可能駅                                  |
| -------------------------- | ----------------------------------------------------- |
| 西武池袋線 - 清瀬駅(SI 15) | JR武蔵野線 - 新座駅(JM 29) 東武東上線 - 志木駅(TJ 14) |

同じ市街の清瀬駅からは距離があり、隣接地域ながら移動時間要。
志木街道を運行する路線バスにより、新座駅への結びつきも強い。

### バス
- 西武バス新座営業所

…が周辺の路線を運行している。

### 道路
- 東京都道40号さいたま東村山線
（新小金井街道）
- 新東京所沢線（建設中）

## 施設

### 下清戸一丁目
- コミュニティプラザひまわり(元、東京都立清瀬東高等学校)

### 下清戸二丁目
- 長命寺_(清瀬市)

### 下清戸三丁目
- 大和田通信所